# Casa Nebot (Figueres)
La Casa Nebot és un edifici del municipi de Figueres (Alt Empordà) que forma part de l'Inventari del Patrimoni Arquitectònic de Catalunya.

## Descripció
És un edifici entre mitgeres situat al centre històric de la ciutat de planta baixa i dos plantes pis. La planta baixa presenta dos portals d'accés que inicien l'ordenació vertical que caracteritzarà els pisos superiors i que es realitzarà a partir de dos arcs de mig punt delimitats per dues motllures paral·leles amb ornaments de botó. El primer pis presenta una balconada correguda sostinguda per quatre mènsules; consta de dos balcons emmarcats per carreus. Al segon pis repeteix aquesta ornamentació, però sense balconada correguda. Al damunt, dos forats de ventilació en forma de creu grega. Barana de ferro i terrassa. La façana és d'obra vista, i al mig hi ha unes sigles.